# Mendoza (geslacht)
Mendoza is een geslacht van spinnen uit de familie springspinnen (Salticidae).

## Soorten
De volgende soorten zijn bij het geslacht ingedeeld:
- Mendoza canestrinii (Ninni, 1868)
- Mendoza dersuuzalai (Logunov & Wesolowska, 1992)
- Mendoza elongata (Karsch, 1879)
- Mendoza ibarakiensis (Bohdanowicz & Prószyński, 1987)
- Mendoza nobilis (Grube, 1861)
- Mendoza pulchra (Prószyński, 1981)
- Mendoza ryukyuensis Baba, 2007
- Mendoza zebra (Logunov & Wesolowska, 1992)